# Интерьер церкви Св. Одульфа в Ассенделфте
Интерьер церкви Св. Одульфа в Ассенделфте (нидерл. Interieur van de Sint Odulphuskerk te Assendelft) — картина нидерландского живописца Питера Санредама (1597-1665). Создана в 1649 году. Хранится в Государственном музее в Амстердаме (инв. №SK-C-217).
Когда в 1628 году Питер Санредам решил специализироваться на изображении архитектуры, он взялся писать существующие здания. Это было совершенно новым в те времена. В основном он рисовал церковные здания, и с самого начала получил большую популярность.
Санредам уже жил в Харлеме сорок лет, когда он написал «портрет» церкви своего родного поселка Ассенделфт. Его отец и двое из его родственников были похоронены там. Их имена высечены на надгробной плите справа на переднем плане, что делает этот церковный интерьер данью памяти предкам.
Это протестантская церковь без украшений. Люди слушают проповедь — миниатюрные фигурки в огромном помещении. Написание портрета здания было долгим процессом. В случае с церковью Св. Одульфа он занял не менее шестнадцати лет. Санредам сделал первые наброски в 1633 и 1634 годах. На их основе, а также на основе точных измерений в 1643 году он сделал конструкцию в перспективе. На её основе он впоследствии создал картину, которую окончил 2 октября 1649 года, о чём свидетельствует надпись на церковной скамье слева.